# Chiril Gaburici
Chiril Gaburici (Logănești, 1976. november 23. –) moldvai közgazdász, üzletember, 2015. február 18-tól június 22-ig a Moldovai Köztársaság miniszterelnöke.

## Pályafutása
Közgazdasági végzettséget szerzett. 2001–2003 között a svéd TeliaSonera csoporthoz tartozó Moldcell telefontársaság üzletkötőjeként dolgozott. 2003-ban a cég regionális értékesítési vezetőjévé, 2004-ben értékesítési vezetővé, 2008-ban vezérigazgatóvá nevezték ki. 2012-től a cégcsoport azerbajdzsáni cégének, az Azercellnek lett a vezetője. Itt 2014-ben lejárt a szerződése, és nem kívánta meghosszabbítani.
2015. február 18-án a moldovai parlament 101 képviselője közül 60 liberális-demokrata, demokrata és kommunista képviselő az ország miniszterelnökévé választotta. Június 12-én benyújtotta lemondását, miután előző napon hamisított érettségi bizonyítványa miatt kihallgatták.
Román anyanyelvén kívül orosz, francia, angol és török nyelven beszél.